# هيرنان سالازار
هيرنان سالازار (بالإسبانية: Hernán Salazar)‏ (2 مايو 1990 بإيسيدرو كاسانوفا في الأرجنتين - ) هو لاعب كرة قدم أرجنتيني في مركز الهجوم. لعب مع أرجنتينوس جونيورز وديبورتيفو إسبانول ونادي ألميرانته براون وClub Atlético General Lamadrid ‏ وClub Atlético El Linqueño ‏.

## وصلات خارجية
- هيرنان سالازار على موقع قاعدة بيانات كرة القدم.إي يو (الإنجليزية)
- هيرنان سالازار على موقع Soccerway.com (الإنجليزية)